# Pont de la Rivière Saint-Étienne
Le pont de la Rivière Saint-Étienne est un double pont routier de l'île de La Réunion, département d'outre-mer français dans le sud-ouest de l'océan Indien. Cet ouvrage d'art franchit la Rivière Saint-Étienne, cours d'eau qui sépare les communes de Saint-Louis et Saint-Pierre, dans le sud-ouest du territoire,

## Le premier pont
Un double pont en poutre-caisson d'une longueur totale de 500 mètres est livré en 1993.
Le pont aval s'effondre en 2007 lors du passage du cyclone tropical Gamède. Il est alors remplacé par un radier submersible provisoire à son tour détruit par le Cyclone Dumile le 3 janvier 2013 et le Cyclone Felleng le 1er février 2013.

## Le deuxième pont
Le 10 juin 2013, un nouveau pont aval est inauguré dans l'après-midi puis, le lendemain à 7 heures du matin, ouvert à la circulation automobile dans le sens nord-sud. Le lendemain, la voie opposée est ouverte à son tour.
Le nouveau pont a nécessité trois ans de travaux et coûté 120 millions d'euros d'investissement principalement versés par la Région Réunion. Il mesure 694,5 m de long et peut supporter un très grande charge de poids grâce à ses huit piles et deux piliers, dont certaines s'enfoncent à 36 mètres dans le sol. Il se compose lui-même de 4 300 tonnes d'acier. Le pont côté montagne, quant à lui, a été renforcé. Il doit être libéré, à terme, pour accueillir un transport en commun en site propre.
Au moment de la mise en service du nouveau pont aval, 65 000 automobilistes empruntent chaque jour l'ouvrage d'art. Dix ans plus tôt, ils n'étaient que 27 000.
Ce nouveau pont est à 2X2 voies. L'ancien pont (qui a résisté au cyclone Gamède) sera réservé aux bus et aux piétons. Les deux ponts reliront Saint-Louis/Saint-Pierre et traversent la rivière Saint-Etienne.
Durant toute la reconstruction de ce pont, le radier (non loin de là) le remplaçait. La route provisoire apparaît dans un plan de deux secondes au début du premier épisode de la dixième saison de Grey's Anatomy ; l'image est censée représenter Seattle après le passage d'une tempête.